# Diritti LGBT in Indonesia
Le persone lesbiche, gay, bisessuali e transessuali (LGBT) in Indonesia affrontano sfide legali e pregiudizi che non sono vissuti dai residenti non-LGBT.
Nonostante la maggior parte dell'Indonesia non abbia una legge sulla sodomia, non esiste una legge specifica che protegga la comunità LGBT dalla discriminazione e crimini d'odio. Inoltre le coppie indonesiane dello stesso sesso e le famiglie omogenitoriali non hanno diritto a nessuna delle tutele legali disponibili per le coppie eterosessuali. Ad Aceh, l'omosessualità è illegale secondo la legge islamica della Shari'a ed è punibile con la fustigazione o la reclusione.
I costumi tradizionali disapprovano l'omosessualità e la transizione. L'importanza in Indonesia per l'armonia sociale porta a un'enfasi sui doveri rispetto ai diritti, il che significa che i diritti umani in generale, compresi i diritti LGBT, sono molto fragili. Nonostante ciò, la comunità LGBT in Indonesia è diventata costantemente più visibile e politicamente attiva.

## Codice penale
A differenza della vicina Malesia, l'Indonesia non ha esplicitamente una legge sulla sodomia. Il codice penale nazionale non vieta l'attività sessuale non commerciale, privata e consensuale tra due adulti dello stesso sesso dal 1993. Un disegno di legge volto a criminalizzare l'attività sessuale tra persone dello stesso sesso, insieme alla convivenza, all'adulterio e alla pratica della stregoneria, è stato respinto nel 2003.
L'Indonesia consente solo al governo provinciale di Aceh di stabilire leggi specifiche basate sulla Shari'a. Nella provincia, è stata approvata una legge contro i diritti LGBT, che prevede fino a 100 frustate o fino a 100 mesi di carcere per attività sessuali consensuali tra persone dello stesso sesso. Nel maggio 2017, due uomini gay, di 20 e 23 anni, ad Aceh sono stati condannati ciascuno a una fustigazione pubblica di 85 frustate per aver avuto rapporti sessuali consensuali in privato.
La Costituzione indonesiana non affronta esplicitamente l'orientamento sessuale o l'identità di genere, garantendo de iure a tutti i cittadini l'uguaglianza davanti alla legge, pari opportunità, trattamento umano sul posto di lavoro, libertà religiosa, libertà di opinione, riunione pacifica e associazione.
Sebbene l'omosessualità stessa sia legale, nel 2016, il governo ha adottato misure specifiche per censurare i film e altri contenuti multimediali che si ritiene "promuovano" l'omosessualità.
Nel dicembre 2022, la Camera dei rappresentanti indonesiana (DPR) ha approvato un disegno di legge che vieta il sesso al di fuori del matrimonio tra persone eterosessuali. Tuttavia, il presidente non ha ancora firmato il disegno di legge. Il portavoce del progetto di legge ha affermato che l'eventuale approvazione non criminalizzerà gli atti sessuali tra persone dello stesso sesso. Attualmente è ancora in vigore l'attuale codice penale, il quale non criminalizza le relazioni extraconiugali.

### Discriminazione e omofobia
L'opposizione più attiva contro il riconoscimento dei diritti LGBT in Indonesia è rappresentata dalle autorità religiose e dai gruppi di pressione, in particolare le organizzazioni islamiche. Il Consiglio degli ulema indonesiani (Majelis Ulama Indonesia o MUI) ha rilasciato una dichiarazione che ha stigmatizzato la popolazione LGBT, dichiarandola "deviata" e un affronto alla "dignità dell'Indonesia".
Nel marzo 2015, il MUI ha emesso una fatwā, chiedendo che gli atti tra persone dello stesso sesso fossero puniti con la fustigazione e, in alcuni casi, con la pena di morte. Tale fatwā definisce l'omosessualità come una malattia curabile e afferma che i gesti omosessuali "devono essere severamente puniti".
Il Consiglio di rappresentanza del popolo indonesiano (DPR) ha respinto il suggerimento, affermando che è del tutto impossibile attuare tale politica in Indonesia e che la fatwā del MUI deve servire solo come guida morale per gli aderenti, poiché il potere legale è posseduto solo dallo stato.
Nel marzo 2016, sulla scia dei crescenti sentimenti anti-LGBT, partiti come il Partito della Giustizia e della Prosperità (PKS) e il Partito per l'Unità e lo Sviluppo (PPP) hanno proposto un disegno di legge per vietare l'attivismo per i diritti LGBT e criminalizzare i comportamenti omosessuali. Vari politici hanno rilasciato dichiarazioni contro la comunità LGBT nei mesi successivi dello stesso anno.
Alla fine di novembre 2016, il Fronte dei Difensori Islamici (FPI) ha avvertito la polizia di Jakarta di un "festino sessuale". La polizia ha quindi fatto irruzione nel raduno, accusando gli uomini di aver violato la legge nazionale contro la pornografia, che è scritta a grandi linee. All'inizio del 2017, 14 uomini sono stati arrestati durante una festa simile a Surabaya.
Il 21 maggio 2017, la polizia ha arrestato 144 persone durante un'irruzione in una sauna gay, l'Atlantis Gym Jakarta. Il Consiglio degli Ulema indonesiani ha dichiarato che tale attività è una bestemmia contro la religione e un insulto alla cultura indonesiana.
Il 14 dicembre 2017, l'organizzazione conservatrice Family Love Alliance ha presentato una petizione per modificare il codice penale indonesiano. L'obiettivo era di cancellare il termine "minorenne" nell'articolo 292 sull'abuso di minori, al fine di perseguitare tutte le condotte sessuali tra persone dello stesso sesso di tutte le età, anche tra adulti consenzienti. La Corte costituzionale dell'Indonesia ha tuttavia rifiutato di modificare la legge e ha ritenuto che la questione fosse di competenza dell'Assemblea consultiva.
Alla fine di settembre 2019, un piano del Consiglio di rappresentanza del popolo uscente per modificare il codice penale è stato accolto negativamente, con manifestazioni studentesche diffuse il 23, 24 e 25 settembre 2019. L'articolo 421, comma 1 della revisione del codice penale (RKUHP), riguardante l'oscenità, menziona esplicitamente gli atti omosessuali: "Chiunque commette atti osceni contro altre persone dello stesso sesso in pubblico è condannato con la reclusione massima di 1 anno e sei mesi o con la multa massima di categoria III". Si teme che tale menzione esplicita possa innescare trattamenti discriminatori verso le persone LGBT. Come risposta a questa diffusa opposizione, il governo ha temporaneamente prorogato la riforma.

## Servizio militare
Non esiste una legge militare che affermi chiaramente il divieto alle persone LGBT di arruolarsi nell'esercito. Tuttavia, diversi soldati sono stati licenziati perché sorpresi ad avere attività omosessuali, ai sensi del telegramma ST/1648–2019. Alcuni di loro sono stati anche incarcerati per presunta "disobbedienza a un ordine di servizio" e per "comportamento inappropriato".
Nel 2021, Aprilio Manganang è diventato il primo membro dell'esercito a cambiare legalmente genere da femmina a maschio.

## Matrimonio e famiglia omogenitoriale
La legge indonesiana non riconosce il matrimonio tra persone dello stesso sesso, le unioni civili o le unioni domestiche. Inoltre, le coppie dello stesso sesso non hanno diritto all'adozione in Indonesia. Possono adottare solo le coppie sposate composte da marito e moglie.
Tuttavia, l'adozione da parte di persone single, indipendentemente dall'orientamento sessuale o dall'identità di genere, è consentita e non ci sono leggi che la vietano.

## Protezione dalla discriminazione
Ad oggi non esiste alcuna legge specifica per proteggere i cittadini indonesiani da discriminazioni o molestie basate sul loro orientamento sessuale o sull'identità di genere. Tuttavia, le agenzie governative stanno lentamente iniziando ad attuare politiche contro la discriminazione. Nel 2017, l'Ufficio del Procuratore Generale ha deciso di abbandonare il divieto agli omosessuali e alle persone transgender di diventare suoi dipendenti, a seguito di una nota di protesta della Commissione nazionale per i diritti umani.
Sebbene l'Indonesia non disponga esplicitamente di protezioni contro la discriminazione sancite dalla costituzione, le autorità di polizia indonesiane si impegnano a seguire una lettera circolare del 2015, che si oppone a qualsiasi crimine di odio relativo agli orientamenti sessuali e all'identità di genere. Analogamente, il Regolamento del capo della polizia nazionale della Repubblica di Indonesia, numero 8 del 2009, stabilisce il dovere della polizia di proteggere i diritti speciali dei gruppi minoritari, anche in termini di orientamento sessuale.
Il governo indonesiano ha affermato che in un paese democratico ogni cittadino ha il diritto di esprimersi e di essere protetto dallo stato. Lo scopo principale è di proteggere e mantenere condizioni sociali armoniose in una società eterogenea.

## Espressione e identità di genere
L'identità transgender (chiamata anche waria) è stata a lungo parte della cultura e della società indonesiana. Sebbene le persone transgender in Indonesia siano generalmente più accettate di gay, lesbiche e bisessuali, negli ultimi anni è cresciuta la discriminazione, principalmente da parte di gruppi musulmani che sostengono la Shari'a, i quali sono diventati sempre più popolari in Indonesia. Lo status di travestiti, transessuali o altre persone transgender in Indonesia è complesso. Il travestitismo non è di per sé illegale e una certa tolleranza pubblica viene concessa ad alcune persone transgender che lavorano nei saloni di bellezza o nell'industria dell'intrattenimento, in particolare la famosa conduttrice di talk show Dorce Gamalama. Le persone transgender possono cambiare il loro genere legale su documenti ufficiali dopo aver subito un intervento chirurgico di riassegnazione del sesso e dopo aver ricevuto l'approvazione di un giudice. Gli individui che si sottopongono a tale intervento chirurgico sono successivamente in grado di sposare persone del sesso legale opposto.
Tuttavia, la discriminazione e le molestie nei confronti delle persone transgender non sono rare, seppur spesso senza violenza. La legge indonesiana non protegge esplicitamente le persone transgender. Coloro che non nascondono la loro identità di genere spesso incontrano difficoltà nel mantenere un impiego legittimo e quindi sono spesso costrette a prostituirsi per sopravvivere. Il Consiglio degli ulema indonesiani ha stabilito che le persone transgender devono vivere nel genere con cui sono nate. Tuttavia, il sistema giudiziario indonesiano assume la posizione contraria, con casi come Vivian Rubiyanti Iskandar (la prima trans indonesiana ad essere legalmente riconosciuta come donna) che hanno dato luogo al riconoscimento legale di un terzo genere da parte dello Stato. Ci sono stati anche casi in cui gli autori di crimini d'odio contro la comunità transgender sono stati arrestati e perseguiti dalle autorità indonesiane.

## Terapie di conversione
La terapia di conversione non è regolamentata ma nemmeno criminalizzata. C'è stato un tentativo di legalizzare la terapia di conversione, in una bozza intitolata "RUU Ketahanan Keluarga" (che significa "Bozza di legge sulla resilienza familiare") ma è stata respinta da 5 fazioni su 9. Alcune amministrazioni cittadine hanno di fatto legalizzato la terapia di conversione.

## Condizioni di vita
Secondo il Ministero della Salute indonesiano, nel 2012, l'Indonesia aveva circa 1 milione di MSM visibili o meno. Più del 5% di loro era affetto da HIV. Si stima che la comunità LGBT costituisca circa il 3% della popolazione indonesiana, ovvero circa 8 milioni.
L'86% dei cittadini indonesiani si identifica come musulmano. La gerarchia familiare, la pressione sociale al matrimonio e la religione fanno sì che l'omosessualità non sia generalmente supportata. Sia i musulmani modernisti che quelli tradizionalisti, così come anche altri gruppi religiosi, come i cristiani, in particolare i cattolici romani, generalmente si oppongono all'omosessualità.
La discriminazione esplicita e l'omofobia violenta sono perpetrate principalmente da estremisti religiosi, mentre la sottile discriminazione e l'emarginazione si verificano nella vita quotidiana tra amici, familiari, al lavoro o a scuola. Le persone LGBT spesso subiscono abusi da parte della polizia, ma è difficile da documentare poiché le vittime si rifiutano di rilasciare dichiarazioni. Le persone LGBT vengono spesso arrestate o incriminate a causa del loro orientamento sessuale. I gay nelle carceri subiscono spesso abusi sessuali e spesso non lo denunciano a causa del trauma e della paura di essere rimandati in prigione.
L'Indonesia ha però la reputazione di essere una nazione musulmana relativamente moderata e tollerante. Ci sono alcune persone LGBT nei media e il governo nazionale ha permesso l'esistenza di una comunità LGBT discreta, che a volte organizza eventi pubblici. Tuttavia, l'omosessualità e il travestitismo rimangono un tabù e periodicamente le persone LGBT diventano il bersaglio di gruppi di vigilantes fanatici.
Nel gennaio 2018, la polizia di Aceh ha saccheggiato un parlatorio con il sostegno del governo provinciale. La polizia ha torturato tutti i cittadini LGBT all'interno dei locali del parlatorio, ha rasato la testa alle donne transgender, le ha spogliate da magliette e reggiseni e le ha costrette a sfilare per strada. L'evento è stato criticato da diverse organizzazioni per i diritti umani.
Secondo Planet Romeo, l'Indonesia ha un basso tasso di abusi nei confronti delle persone LGBT. L'Indonesia si è classificata 73ª nel Gay Happiness Index, superando la Malesia e l'India.

### Media
La legge contro la pornografia e la pornoazione (2006) proibisce "... qualsiasi scrittura o presentazione audiovisiva – comprese canzoni, poesie, film, dipinti e fotografie che mostrano o promuovono rapporti sessuali tra persone dello stesso sesso". Coloro che violano la legge potrebbero essere multati o condannati al carcere fino a sette anni.
Fino a poco tempo fa, la rappresentazione delle persone LGBT era abbastanza visibile nei media indonesiani, specialmente in televisione; personaggi televisivi, conduttori, artisti e celebrità con un comportamento effeminato, o anche travestiti erano abbastanza comuni negli spettacoli televisivi indonesiani. Tuttavia, dopo i presunti scandali di omosessualità che hanno coinvolto diverse celebrità indonesiane, nel marzo 2016, la commissione radiotelevisiva nazionale ha enfatizzato una politica anti-LGBT, affermando che ciò serve a proteggere bambini e adolescenti che sono "suscettibili a imitare comportamenti LGBT devianti”.

### Partiti politici
Attualmente, nessun partito politico in Indonesia sostiene apertamente il movimento per i diritti LGBT. Tuttavia, nell'ottobre 2016, il presidente Joko Widodo ha dichiarato di essere un difensore dei diritti LGBT e che le persone LGBT dovrebbero avere il diritto di non essere discriminate. Inoltre, alcuni politici del Partito Democratico Indonesiano di Lotta (PDI-P) e del Partito del Risveglio Nazionale (PKB) hanno simpatizzato per i diritti LGBT. Inoltre, il PDI-P, pur ritenendo che si tratti di un comportamento deviato, ha esortato le persone a tollerare il movimento LGBT e a non esprimere sentimenti ostili nei suoi confronti.

## Attivismo

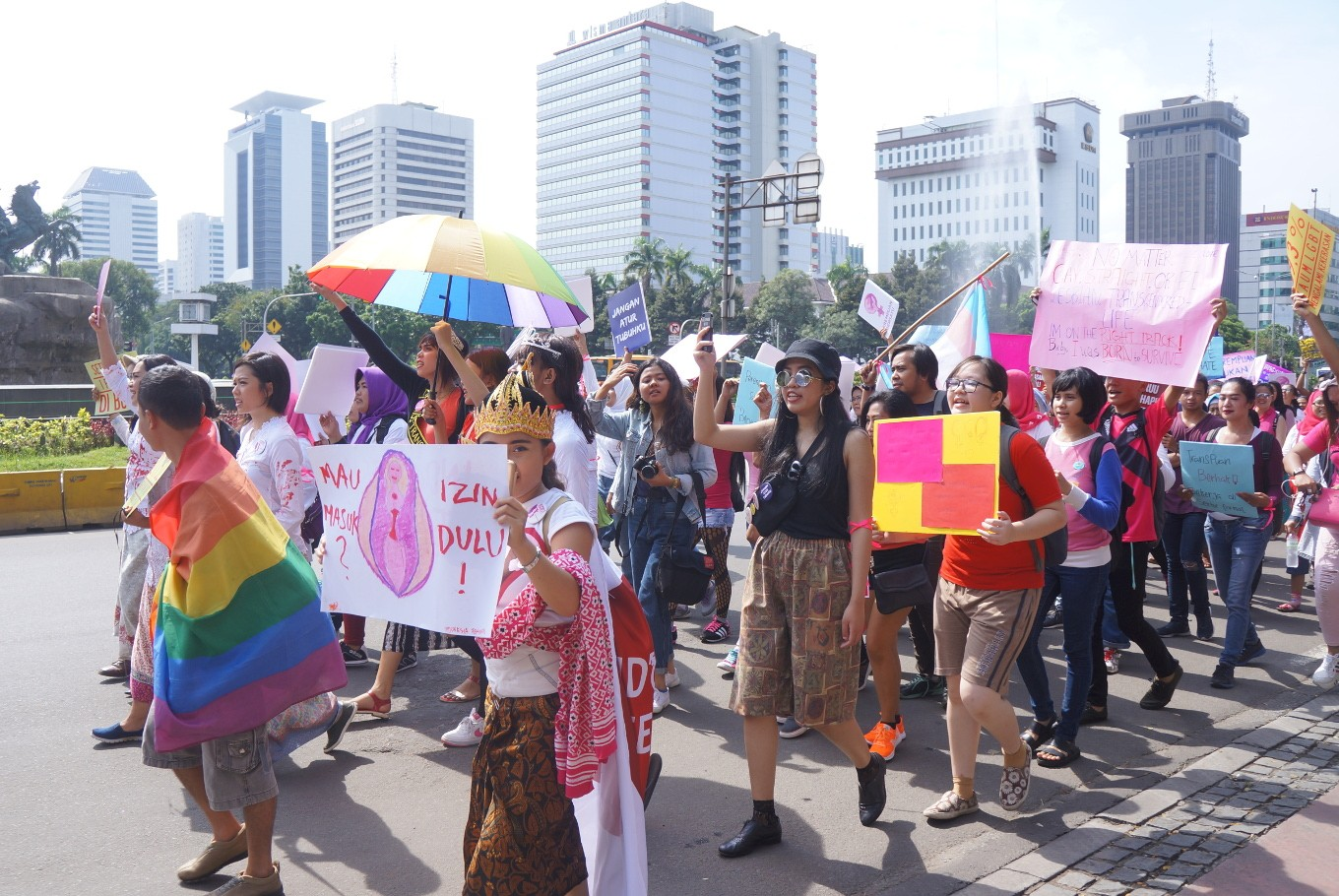
Protesta di attivisti LGBT indonesiani a Jakarta nel 2018

Nel 1982 è stato fondato in Indonesia il primo gruppo di interesse per i diritti degli omosessuali, Lambda Indonesia. Oggi, alcune delle principali associazioni LGBT della nazione includono "GAYa NUSANTARA" e "Arus Pelangi".
Il movimento di liberazione omosessuale in Indonesia è uno dei più antichi e più grandi del sud-est asiatico. Le attività di Lambda Indonesia includevano l'organizzazione di incontri sociali, la sensibilizzazione e la creazione di una newsletter, ma il gruppo si è sciolto negli anni '90. GAYa NUSANTARA è un gruppo per i diritti degli omosessuali che si concentra sulla prevenzione dell'AIDS. Un altro gruppo è lo Yayasan Srikandi Sejati, fondato nel 1998. Il loro obiettivo principale sono i problemi di salute delle persone transgender e il loro lavoro include la fornitura di consulenza sull'HIV e preservativi gratuiti alle prostitute transgender. Ora ci sono più di trenta gruppi LGBT in Indonesia.

## Opinione pubblica
Secondo un sondaggio condotto da ILGA nel 2017, il 32% degli indonesiani concorda sul fatto che le persone gay, lesbiche e bisessuali dovrebbero godere degli stessi diritti delle persone eterosessuali, mentre il 47% non è d'accordo. Inoltre, il 37% ha convenuto che dovrebbero essere protetti dalla discriminazione sul posto di lavoro. Il 38% degli indonesiani, tuttavia, ha affermato che le persone che hanno relazioni omosessuali dovrebbero essere accusate di condotta criminosa. Per quanto riguarda le persone transgender, il 49% ha convenuto che dovrebbero avere gli stessi diritti, il 55% ritiene che debbano essere protette dalla discriminazione sul lavoro e il 41% ritiene che debba essere consentito loro di cambiare il proprio genere legale.
I risultati online condotti dall'ILGA nell'ottobre 2016 mostrano che il 69% degli indonesiani si oppone al matrimonio tra persone dello stesso sesso, il 14% lo sostiene, mentre il 17% ha espresso una visione neutrale.
Secondo il sondaggio nazionale SMRC, il 58% degli indonesiani concorda sul fatto che le persone LGBT hanno il diritto di vivere come cittadini normali, mentre il 46% degli indonesiani accetterebbe se uno dei propri familiari facesse coming out.

## Tabella riassuntiva
| Attività e relazioni sessuali legali                                   | Illegale ad Aceh |
| Pari età del consenso                                                  | Yes |
| Libertà di espressione                                                 | Yes |
| Leggi contro la discriminazione sul posto di lavoro                    | No |
| Leggi contro la discriminazione nella fornitura di beni e servizi      | No |
| Leggi contro la discriminazione in tutti gli altri settori             | Non sancito dalla costituzione, ma le autorità di polizia indonesiane stabiliscono che qualsiasi incitamento all'odio relativo al genere o all'orientamento sessuale possa essere segnalato e processato a seguito di un procedimento legale. |
| Matrimonio tra persone dello stesso sesso                              | No |
| Riconoscimento delle coppie omosessuali                                | No |
| Step-child adoption per coppie dello stesso sesso                      | No |
| Adozione congiunta da parte di coppie dello stesso sesso               | No |
| Adozione da parte di single                                            | Per legge, l'adozione deve avvenire da una coppia eterosessuale sposata. Tuttavia, i genitori single possono adottare bambini se il ministro lo consente.                                                                                     |
| Permesso di servire apertamente come gay e lesbiche nelle forze armate | Di fatto illegale |
| Permesso di servire apertamente come intersessuale nelle forze armate  | |
| Diritto di cambiare genere legale                                      | Yes |
| Accesso alla fecondazione in vitro per le lesbiche                     | No |
| Terapia di conversione vietata                                         | No |
| Maternità surrogata commerciale per coppie gay maschili                | No |
| Permesso di donare il sangue                                           | Unknown |